# Deftones (álbum)
Deftones é o quarto álbum de estúdio da banda americana de metal alternativo Deftones, lançado em 20 de maio de 2003, pela Maverick Records. O álbum apresenta uma forte mudança na direção musical em relação aos álbuns anteriores da banda, variando de algumas de suas composições mais pesadas até influências temperamentais de trip hop e shoegaze. Foi também o último lançamento da banda produzido por Terry Date até Ohms em 2020.

## Plano de fundo
Originalmente intitulado Lovers,o álbum recebeu um título homônimo porque o cantor Chino Moreno considerou Lovers muito óbvio em relação ao contexto de seu material (a antiga canção-título "Lovers" apareceu como lado b no single "Hexagram" do Reino Unido). Terry Date ficou frustrado com o ritmo muito lento da banda trabalhando no estúdio.

## Estilo musical
Deftones é um álbum eclético, com músicas abrangendo muitas ideias diferentes em diversos gêneros. Tem uma sensação muito diferente dos esforços anteriores, em pequena parte devido ao fato de Frank Delgado ter deixado seus toca-discos para trás e, em vez disso, se concentrar em tocar teclados e sintetizadores para a maioria das músicas. A maioria das músicas do álbum faz uso extensivo da afinação G# grave da banda, resultando em algumas das músicas mais pesadas do catálogo da banda. Por outro lado, a faixa "Lucky You" é uma musica sombria, suave e influenciada pelo trip hop, com DJ Crook do projeto paralelo do Chino Moreno, Team Sleep, e o vocalista Rey Osburn do Tinfed. Um piano de brinquedo foi tocado na triste canção "Anniversary of an Uninteresting Event".
Além das influências do trip hop, elementos shoegaze significativos foram notados no álbum, especialmente no que diz respeito à música "Minerva".

## Divulgação
Deftones produziu dois singles, "Minerva" e "Hexagram". Foram filmados videoclipes tanto para os singles quanto para a faixa "Bloody Cape", que também pretendia ser um single, mas foi lançada em edições limitadas apenas para fins promocionais. O videoclipe deste último só ficou disponível no site oficial da banda por um dia, mas mais tarde foi lançado como parte do DVD do B-Sides & Rarities da banda. Como single principal, "Minerva" apresentava um som melódico e comercialmente viável e ganhou forte repercussão na programação de vídeos de rock mainstream. Em contraste, o som mais pesado e abrasivo de "Hexagram" o levou a shows com temática heavy metal, como Uranium e Headbangers Ball.
"Battle-Axe" foi inserida no jogo Ghost Recon Advanced Warfighter 2, enquanto "Minerva" foi inserida em True Crime: Streets of LA, NHL 2004, House of Wax e também como conteúdo para download para a série Rock Band.

## Recepção crítica
| Críticas profissionais | Críticas profissionais |
| Avaliações da crítica  | Avaliações da crítica  |
| Fonte                  | Avaliação              |
| ---------------------- | ---------------------- |
| AllMusic               | [ 4 ]                  |
| Dotmusic               | 8/10                   |
| E! Online              | [ 6 ]                  |
| Entertainment Weekly   | B                      |
| Pitchfork              | 4.7/10                 |
| Playlouder             | [ 9 ]                  |
| Q                      | [ 6 ]                  |
| Rolling Stone          | [ 10 ]                 |
| Spin                   | [ 11 ]                 |

## Lista de faixas
Todas as faixas escritas e compostas por Deftones exceto "Lucky You";por Deftones e DJ Crook. 
| N.º            | Título                                   | Duração |  |
| 1.             | "Hexagram"                               | 4:09    |  |
| 2.             | "Needles and Pins"                       | 3:23    |  |
| 3.             | "Minerva"                                | 4:17    |  |
| 4.             | "Good Morning Beautiful"                 | 3:28    |  |
| 5.             | "Deathblow"                              | 5:28    |  |
| 6.             | "When Girls Telephone Boys"              | 4:36    |  |
| 7.             | "Battle-Axe"                             | 5:01    |  |
| 8.             | "Lucky You" (Participação do Rey Osburn) | 4:10    |  |
| 9.             | "Bloody Cape"                            | 3:38    |  |
| 10.            | "Anniversary of an Uninteresting Event"  | 3:57    |  |
| 11.            | "Moana"                                  | 5:02    |  |
| Duração total: | Duração total:                           | 47:09   |  |

## Créditos
Deftones:
- Chino Moreno – vocal principal, guitarra rítmica
- Stephen Carpenter – guitarra solo, bateria em "Anniversary of an Uninteresting Event", baixo em “Needles and Pins”
- Chi Cheng – baixo, vocal de apoio, co-vocais em "Needles and Pins"
- Frank Delgado – teclados
- Abe Cunningham – bateria

Convidados:
- Rey Osburn – vocais adicionais em "Lucky You"

Produção:
- Terry Date – produção, engenharia, mixagem
- Greg Wells – coprodução, arranjos
- Sam Hofstedt – assistente de engenharia
- Sean Tallman – assistente de engenharia
- Pete Roberts – engenharia do Pro Tools , engenharia adicional
- Tom Baker – masterização
- Frank Maddocks – direção de arte, design
- James R. Minchin III – fotografia da banda
- Kinski Gallo – fotografia adicional
- Nick Spanos – fotografia adicional